# 211-й ближнебомбардировочный авиационный полк
211-й ближнебомбардировочный авиационный полк — авиационная воинская часть ВВС РККА штурмовой авиации в Великой Отечественной войне.

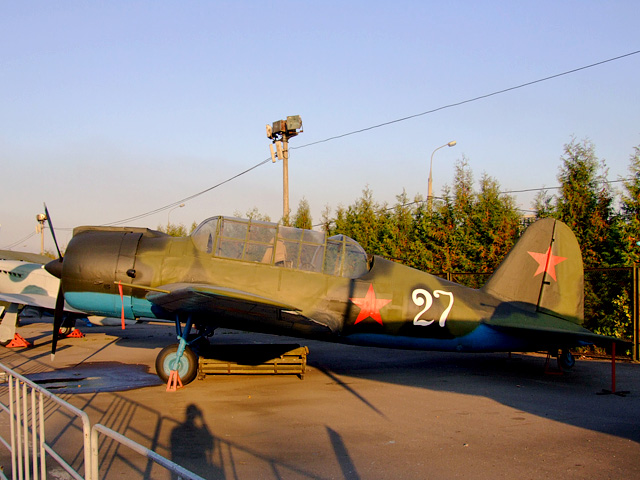
На вооружение полка самолёт Су-2 поступил в начале 1941 года.

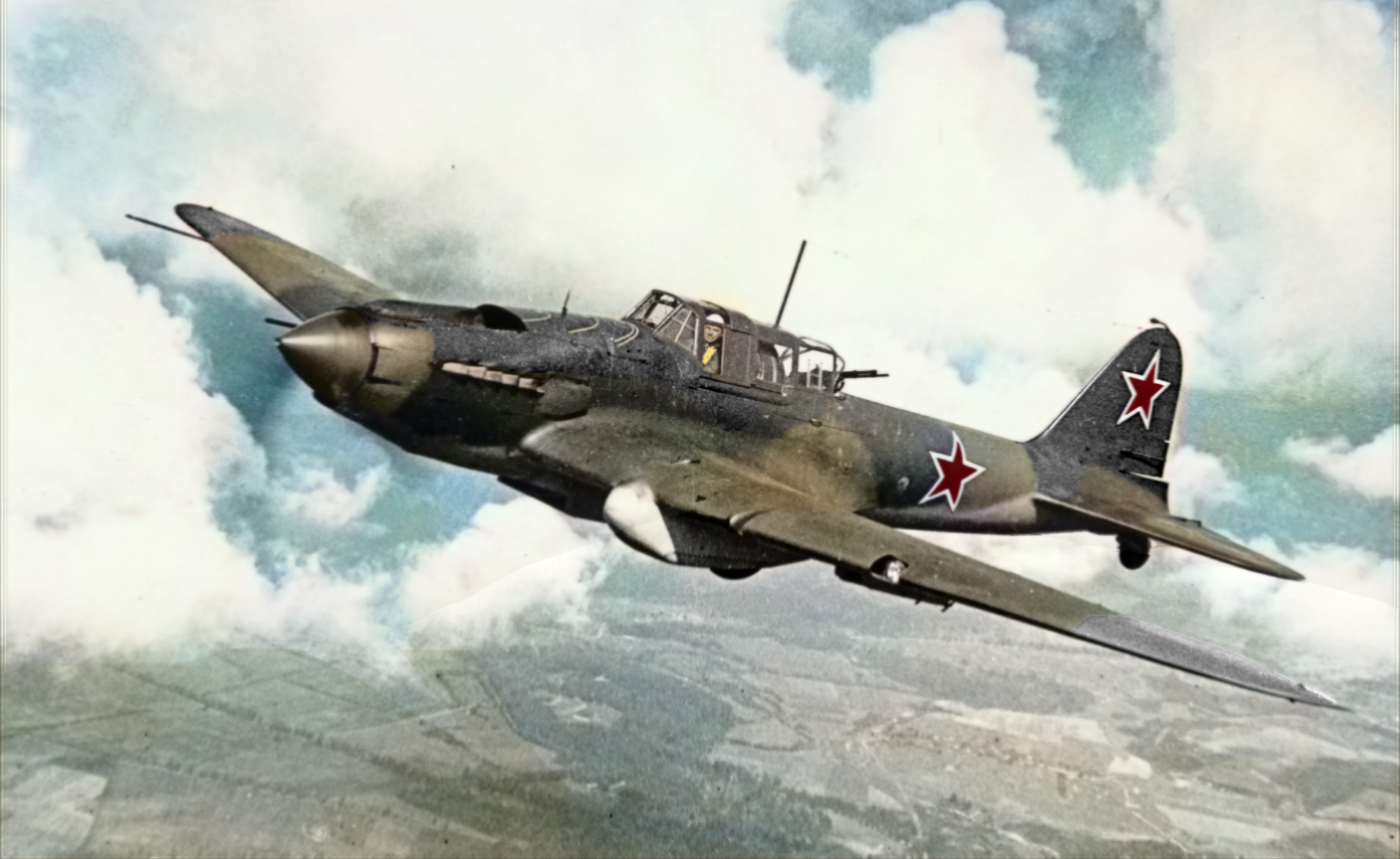
На вооружение полка самолёт Ил-2 поступил в начале июня 1941 года.

## Наименование полка
В различные годы своего существования полк имел наименования:
- 211-й бомбардировочный авиационный полк;
- 211-й ближнебомбардировочный авиационный полк;
- 211-й штурмовой авиационный полк;
- 154-й гвардейский штурмовой авиационный полк (14.04.1944 г.)[1];
- 154-й гвардейский штурмовой авиационный Оршанский полк (06.07.1944 г.)[1];
- 154-й гвардейский штурмовой авиационный Оршанский Краснознамённый полк (25.07.1944 г.)[1];
- 154-й гвардейский штурмовой авиационный Оршанский Краснознамённый ордена Богдана Хмельницкого полк (19.02.1945 г.)[1].

## История и боевой путь полка
Полк сформирован как 211-й скоростной бомбардировочный авиаполк в 1940 году в составе пяти эскадрилий в Одесском военном округе и базировался на аэродроме в Котовске (ныне город Подольск в Одесской области Украины). В числе первых полков переучен на самолёт Су-2. В августе 1940 года полк вошёл во вновь сформированную 20-ю смешанную авиадивизию.
Накануне войны полк (как и все авиаполки ВВС Одесского военного округа) был перебазирован на полевой аэродром недалеко от Котовска в районе Днестра. К началу войны имелось лишь 18 самолётов Су-2 (в том числе 6 неисправных, по другим данным имел 22 самолёта) и 56 боеготовых экипажей. Ещё 20 экипажей проходили переучивание. В течение первого дня войны полк выполнил несколько боевых вылетов на воздушную разведку и штурмовку румынской конницы.
Вместе с дивизией полк вошёл в состав ВВС 9-й армии и вступил в тяжёлую боевую работу на Южном фронте. 14 июля полк вошёл в состав ВВС 6-й армии Юго-Западного фронта, продолжая базироваться в Котовске и использовать в качестве аэродрома подскока Сутиски (для дозаправки и дозарядки), что в свою очередь, позволило полку несколько дней (с 14 по 17 июля) действовать на житомирском направлении. Для обеспечения боевой работы в самолёты Су-2 подсаживали технический состав, который совместно с техническим составом 249-го истребительного авиаполка обеспечивал боевую работу полка в Сутисках. Позже полк перебазирован в Ивангород, а 20 июля обратно в Котовск, вернувшись в состав 20-й смешанной авиадивизи ВВС Южного фронта. С 17 августа полк передан в состав 15-й смешанной авиадивизи ВВС Юго-Западного фронта. По состоянию на 29 июля 1941 года в полку оставалось 18 самолётов Су-2, из них только 7 исправных. Полк базировался в Тарандицы (возле Киева). До 15 сентября 1941 года полк выполнил 1180 боевых вылетов.
В конце сентября полк выведен в тыл на переформирование в 1-ю запасную авиабригаду, где переучен на Ил-2 и переформирован в штурмовой авиаполк. После подготовки по программе переучивания полк с 19 марта вошел в боевой состав 3-й ударной авиагруппы Ставки ВГК и с 22 марта приступил к боевым действиям на Юго-Западном фронте поддерживая части и соединения Юго-Западного фронта штурмовыми ударами по войскам и технике противника. С 12 мая полк в составе группы участвовал в Харьковской операции.
В составе действующей армии полк находился с 22 июня по 15 сентября 1941 года.

## Командиры полка
- майор Родякин Василий Георгиевич[2], 08.1940 — 07.1942

## В составе соединений и объединений
| Дата          | Фронт (округ)           | Армия/Корпус                   | Дивизия                            | Примечания |
| ------------- | ----------------------- | ------------------------------ | ---------------------------------- | ---------- |
| 20.07.1940 г. | Одесский военный округ  | ВВС Одесского военного округа  | 20-я смешанная авиационная дивизия |            |
| 22.06.1941 г. | Одесский военный округ  | ВВС Одесского военного округа  | 20-я смешанная авиационная дивизия |            |
| 22.06.1941 г. | 9-я отдельная армия     | ВВС 9-й армии                  | 20-я смешанная авиационная дивизия |            |
| 25.06.1941 г. | Южный фронт             | ВВС 9-й армии                  | 20-я смешанная авиационная дивизия |            |
| 14.07.1941 г. | Юго-Западный фронт      | ВВС 6-й армии                  |                                    |            |
| 20.07.1941 г. | Юго-Западный фронт      | ВВС Юго-Западного фронта       |                                    |            |
| 27.07.1941 г. | Южный фронт             | ВВС 9-й армии                  | 20-я смешанная авиационная дивизия |            |
| 07.08.1941 г. | Юго-Западный фронт      | ВВС 6-й армии                  | 15-я смешанная авиационная дивизия |            |
| 15.09.1941 г. | Орловский военный округ | ВВС Орловского военного округа | 1-я запасная авиационная бригада   |            |

## Участие в операциях и битвах
- Приграничные сражения в Молдавии[2] — с 22 июня 1941 года по 29 июня 1941 года.
- Тираспольско-Мелитопольская операция[2] — с 27 июля по 28 сентября 1941 года.
- Уманская операция[2] — с 16 июля по 7 августа 1941 года.
- Киевская операция[4] — с 15 июля по 10 сентября 1941 года.